# November 2014
Portal Geschichte | Portal Biografien | Aktuelle Ereignisse | Jahreskalender | Tagesartikel

◄ |
20. Jahrhundert |
21. Jahrhundert

◄ |
1980er |
1990er |
2000er |
2010er
| 2020er | 2030er | 2040er

◄ |
2010 |
2011 |
2012 |
2013 |
2014
| 2015 | 2016 | 2017 | 2018 | ►

◄ |
August 2014 |
September 2014 |
Oktober 2014 |
November 2014 |
Dezember 2014 |
Januar 2015 |
Februar 2015 |
►
Dieser Artikel behandelt tagesbezogene Nachrichten und Ereignisse im November 2014.

## Tagesgeschehen

### Samstag, 1. November 2014
- Berlin/Deutschland: Der Ministerpräsident von Hessen Volker Bouffier (CDU) tritt sein Amt als Präsident des Bundesrates an.[1]
- Ouagadougou/Burkina Faso: Aus innermilitärischen Machtkämpfen um das kommissarische Amt des Staatsoberhauptes und damit die Führung einer Übergangsregierung geht Oberst Isaac Zida, der Vizepräsident der Präsidialgarde, als Sieger hervor. Militärchef Honoré Traoré, der sich am Vortag selbst zum kommissarischen Staatsoberhaupt ernannt hat und über wenig Rückhalt in der Bevölkerung verfügt, akzeptiert dies in einer Erklärung und verzichtet auf eigene Ansprüche. Währenddessen flieht der gestürzte Präsident Blaise Compaoré in das Nachbarland Elfenbeinküste. Ausländische Politiker und Oppositionelle kritisieren den Putsch und fordern freie Wahlen.[2][3]
- Weinheim/Deutschland: Auf dem NPD-Bundesparteitag wählen die Delegierten den ehemaligen Landesvorsitzenden des Saarlandes Frank Franz zu ihrem Bundesvorsitzenden.[4]

### Sonntag, 2. November 2014
- Bukarest/Rumänien: Bei den Präsidentschaftswahlen hat keiner der Kandidaten die absolute Mehrheit erreicht. In einer Stichwahl werden sich der amtierende Ministerpräsident Victor Ponta von den Sozialdemokraten und der bürgerliche Rumäniendeutsche Klaus Johannis von der Nationalliberalen Partei, Bürgermeister von Hermannstadt, gegenüberstehen.[5]
- Donezk/Ukraine: In den von prorussischen Separatisten verwalteten Gebieten finden Parlaments- und Präsidentschaftswahlen statt. Internationale Wahlbeobachter sind dabei nicht zugelassen. Nur die Russische Föderation möchte das Wahlergebnis anerkennen.[6]
- Falludscha/Irak: Kanada fliegt erstmals Luftangriffe gegen die islamistische Organisation Islamischer Staat (IS). Von Kuwait startend sind IS-Ziele in der Region Falludscha bombardiert worden.[7]
- Kopenhagen/Dänemark: Der Weltklimarat IPCC legt den Synthesebericht zum fünften Sachstandsbericht vor.[8]
- Lahore/Pakistan: Bei einem Selbstmordattentat während der Flaggenparade am pakistanisch-indischen Grenzübergang Wagah nahe Lahore in der Provinz Punjab werden 60 Personen in den Tod gerissen. Drei militante Gruppierungen bekennen sich zur Tat.[9]

### Montag, 3. November 2014
- New York/Vereinigte Staaten: 13 Jahre nach den Terroranschlägen ziehen erste Mieter in das neue One World Trade Center auf dem Ground Zero ein, das mit 541 Metern Höhe das höchste Gebäude der USA ist.[10]
- Sanaa/Jemen: Bei einem Terroranschlag wird der Wegbereiter der vor zwei Tagen beschlossenen Technokraten-Regierung zwischen schiitischen Huthi-Rebellen und Sunniten in der Hauptstadt umgebracht. In der Hafenstadt al-Hudaida werden bei einem weiteren Anschlag auf das Militär 18 Soldaten getötet. Beide Anschläge werden als gezielte Angriffe auf die Regierungseinigung gewertet.[11][12]

### Dienstag, 4. November 2014
- Bengasi/Libyen: Im Kampf gegen islamistische Milizen rückt das libysche Militär auf das Zentrum von Begasi vor. Mittlerweile kontrolliert die Armee 95 % des Stadtgebietes.[13]
- Frankfurt am Main/Deutschland: Mit dem Einheitlichen Bankenaufsichtsmechanismus übernimmt die Europäische Zentralbank die Aufsicht über alle Großbanken in der Eurozone.[14]
- Washington, D.C./Vereinigte Staaten: Bei den Halbzeitwahlen zum Repräsentantenhaus und zum Senat des 114. Kongress der Vereinigten Staaten bauen die Republikaner ihre Mehrheit im Repräsentantenhaus aus und übernehmen die Mehrheit im Senat. Damit engen sie den Handlungsspielraum von US-Präsident Barack Obama stark ein. Zudem finden Gouverneurswahlen in 36 Bundesstaaten statt.[15]

### Mittwoch, 5. November 2014
- Luxemburg/Luxemburg: In den internationalen Medien werden Dokumente aus Luxemburg-Leaks veröffentlicht. Die von Journalisten seit April 2014 ausgewerteten Dokumente deuten darauf hin, dass internationale Großkonzerne systematisch und über Jahre hinweg Schlupflöcher in Luxemburg dazu genutzt haben, ihre Steuerlast auf ein Minimum zu drücken. Namentlich genannt werden unter anderem der Getränkehersteller Pepsi, der Paketdienstleister FedEx oder der Konsumgüterkonzern Procter & Gamble. Der Steuerschaden soll für die europäischen Nachbarstaaten gigantisch sein.[16][17]
- Potsdam/Deutschland: Die Abgeordneten von SPD und Linke bestätigen Dietmar Woidke als Ministerpräsident von Brandenburg. Damit wird die dortige rot-rote Koalition fortgesetzt.[18]
- Ulaanbaatar/Mongolei: Das Parlament setzt den mongolischen Premierminister Norowyn Altanchujag wegen Vetternwirtschaft und Korruption ab.[19]

### Freitag, 7. November 2014
- Monaco/Monaco: Jürgen Stock, ehemaliger Vizepräsident des Bundeskriminalamts, wird zum Generalsekretär von Interpol gewählt.[20]

### Samstag, 8. November 2014
- Iguala/Mexiko: Mutmaßliche Mitglieder der kriminellen Organisation Guerreros Unidos gestehen die Ermordung von 43 Studenten eines linksgerichteten Lehrerseminars.[21]

### Sonntag, 9. November 2014
- Barcelona/Spanien: Bei einer symbolischen Volksabstimmung über die politische Zukunft von Katalonien sprechen sich über 80 % für die Unabhängigkeit von Spanien aus. Regionalpräsident Artur Mas fordert ein richtiges Referendum. Dieses hatte zuvor das spanische Verfassungsgericht untersagt.[22]
- Basel/Schweiz: Der Roman Koala von Lukas Bärfuss gewinnt den Schweizer Buchpreis.[23]
- Peking/China: Bei der Eröffnung des 22. APEC-Gipfels in der chinesischen Hauptstadt, bei der unter anderem die drei größten Volkswirtschaften der Welt, die Vereinigten Staaten, Japan und der Gastgeber, zugegen sind, regt Chinas Staats- und Parteichef Xi Jinping die Schaffung einer asiatisch-pazifischen Freihandelszone an.[24]

### Montag, 10. November 2014
- Arqalyq/Kasachstan: Der deutsche Geophysiker Alexander Gerst, der russische Kosmonaut Maxim Wiktorowitsch Surajew und der amerikanische Astronaut Reid Wiseman kehren mit der Sojus TMA-13M von der Internationalen Raumstation zur Erde zurück. Die Landung erfolgt um 04.58 Uhr MEZ in der kasachischen Steppe nahe der Stadt Arqalyq.[25]
- Belgrad/Serbien: Beim ersten Besuch eines albanischen Ministerpräsidenten in Serbien seit sieben Jahrzehnten löst der albanische Ministerpräsident Edi Rama einen Eklat aus, als er erklärt, die Unabhängigkeit des Kosovo sei eine unumkehrbare Realität. Nach serbischer Sicht ist das Kosovo laut der Verfassung ein Teil Serbiens.[26]
- Damaturu/Nigeria: Bei einem Sprengstoffanschlag eines Selbstmordattentäters der islamistischen Terrorgruppe Boko Haram auf eine Schule in Potiskum im Bundesstaat Yobe kommen mindestens 47 Schüler um und 79 werden verletzt.[27]
- Kairo/Ägypten: Bei einem Gipfeltreffen verkünden der ägyptische Präsident as-Sisi, der zyprische Präsident Anastasiadis und der griechische Ministerpräsident Samaras eine engere Zusammenarbeit bei der Erdgasförderung im östlichen Mittelmeer. Auch Israel möchte dieser Kooperation beitreten. Ab 2018 soll mit der Förderung von Erdgas vor Zypern begonnen werden. Dabei gibt es Schwierigkeiten bei der Festlegung der Wirtschaftszonen im Seegebiet zwischen Zypern und der Türkei.[28]
- Wien/Österreich: Bei der 15. Verleihung des Nestroy-Theaterpreises werden Nicole Heesters als beste Schauspielerin und August Diehl als bester Schauspieler ausgezeichnet.

### Dienstag, 11. November 2014
- Dresden/Deutschland: Heinrich Bedford-Strohm wird als Nachfolger von Nikolaus Schneider zum Ratsvorsitzenden der Evangelischen Kirche in Deutschland gewählt.[29]
- Madinat as-Sadis min Uktubar/Ägypten: Die CAF entzieht Marokko seine Gastgeberrolle der Fußball-Afrikameisterschaft 2015 und schließt das Land von der Teilnahme an diesem Wettbewerb aus. Marokko hat wegen der Ebolafieber-Epidemie in Westafrika eine Verlegung des Wettbewerbs auf 2016 beabsichtigt, da man katastrophale Auswirkungen befürchte. Die Weltgesundheitsorganisation teilt diese Einschätzung nicht. Mögliche Neuausrichter sind Angola, Nigeria und Gabun.[30]
- Sukkur/Pakistan: Bei einem Frontalzusammenstoß zwischen einem Reisebus und einem Kohle-Schwertransporter kommen in Südpakistan 58 Personen ums Leben.[31]

### Mittwoch, 12. November 2014

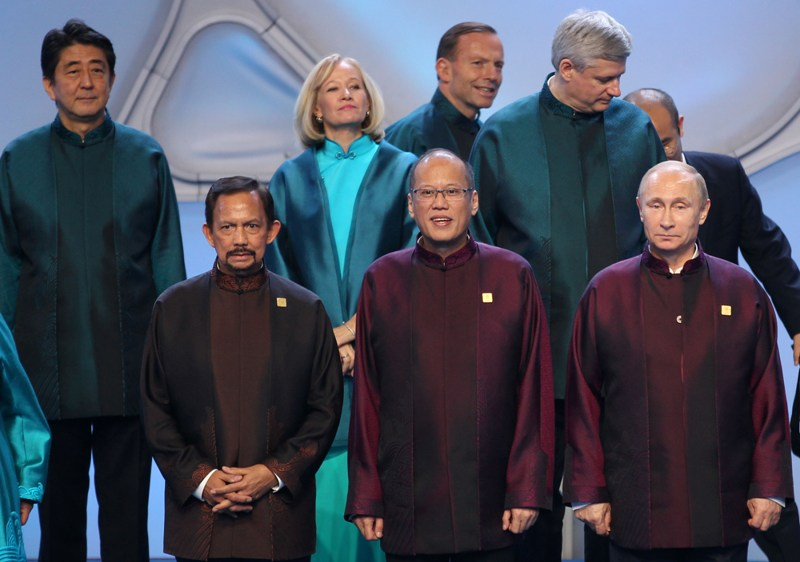
Teilnehmer des APEC-Gipfels

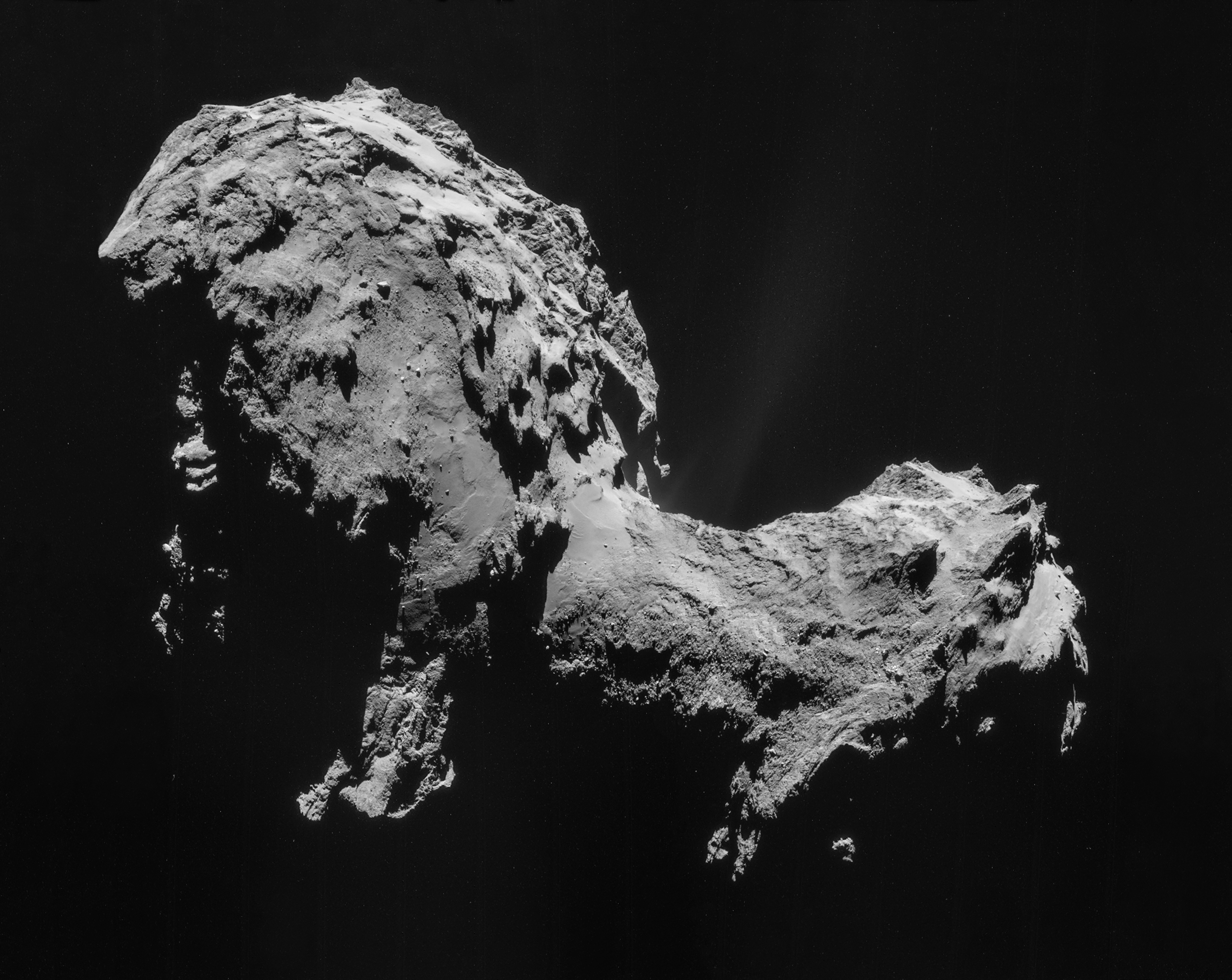
Komet Tschurjumow-Gerassimenko von der Raumsonde Rosetta aus gesehen

- Dresden/Deutschland: Stanislaw Tillich wird erneut zum Ministerpräsidenten von Sachsen gewählt. In seinem neuen Kabinett leitet die CDU sieben und die SPD drei Ministerien.[32]
- Peking/China: Auf dem 26. Gipfel der Asiatisch-Pazifischen Wirtschaftsgemeinschaft APEC verabschieden die Teilnehmer eine „Roadmap“ zur Schaffung der seit 1989 anvisierten Freihandelszone.[33]
- Peking/China: US-Präsident Barack Obama fordert bei bilateralen Gesprächen mit Chinas Staats- und Parteichef Xi Jinping transparente und freie Wahlen in Hongkong und reagiert damit auf die seit Wochen andauernden prodemokratischen Proteste in der chinesischen Sonderverwaltungszone. China verbittet sich eine Einmischung in innere Angelegenheiten und macht ausländische Kräfte mitverantwortlich für die Demonstrationen in Hongkong.[34] In einer gemeinsamen Pressekonferenz geben Barack Obama und Xi Jinping ihre Klimaschutzziele bekannt.[35]
- Weltall: Im Rahmen der Rosetta-Mission landet mit dem Sondenlabor Philae erstmals ein Raumfahrzeug auf einem Kometen, es handelt sich um 67P/Tschurjumow-Gerassimenko.[36]

### Freitag, 14. November 2014
- Auckland/Neuseeland: Ein Kurzbesuch von Bundeskanzlerin Angela Merkel bei Premierminister John Key in der neuseeländischen Wirtschaftsmetropole Auckland dient der Vertiefung der ökonomischen Beziehungen beider Länder.[37]
- Bagdad/Irak: Die irakische Regierung teilt nach Auswertung von bei einer Razzia gefundenen Dokumenten mit, dass die Terrororganisation Islamischer Staat (IS) staatsähnliche Strukturen mit Verwaltung und Sozialleistungen geschaffen habe und plane, eine eigene Währung auszugeben.[38] Unterdessen hat die irakische Armee die strategisch wichtige Raffineriestadt Baidschi vom IS zurückerobert.[39]
- Madinat as-Sadis min Uktubar/Ägypten: Die CAF gibt Äquatorialguinea als neuen Ausrichter der Fußball-Afrikameisterschaft 2015 bekannt. Als neuer Gastgeber darf damit das ursprünglich in der Qualifikationsrunde disqualifizierte äquatorialguineische Team beim Wettbewerb teilnehmen.[40]
- Nouakchott/Mauretanien: Die mauretanische Regierung lässt den Menschenrechtsaktivisten und Präsidenten der dortigen Anti-Sklaverei-Bewegung Biram Dah Abeid sowie neun weitere Mitstreiter wegen Anstiftung zum Aufruhr verhaften, da diese mit einer Informationskampagne die Bevölkerung im Süden Mauretaniens über Sklaverei und Landraub aufklären wollten. Offiziell ist die Sklaverei in Mauretanien abgeschafft, die Realität sieht dagegen oft anders aus. Zudem hat Abeid eine Partei gegründet und fordert damit den autoritären Präsidenten Mohamed Ould Abdel Aziz heraus.[41]

### Samstag, 15. November 2014
- Brisbane/Australien: In Brisbane beginnt das Gipfeltreffen der Gruppe der zwanzig wichtigsten Industrie- und Schwellenländer (G20). Gastgeber Tony Abbott möchte als Hauptfokus die Wirtschaft stärken. Weitere Themen des Gipfels sind der Klimaschutz, der Kampf gegen Ebola und inoffiziell auch die Ukraine-Krise sowie die Terrormiliz Islamischer Staat.[42]

### Sonntag, 16. November 2014

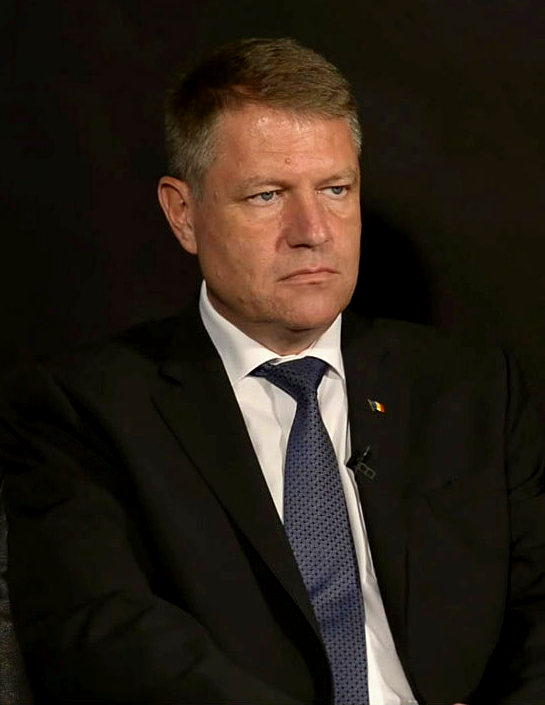
Klaus Johannis

- Bukarest/Rumänien: Bei der Stichwahl um das Amt des Präsidenten geht überraschend der bürgerliche Rumäniendeutsche Klaus Johannis von der Nationalliberalen Partei mit knapp 55 % der Stimmen als Sieger gegenüber seinem Kontrahenten, dem favorisierten amtierenden Ministerpräsidenten Victor Ponta von den Sozialdemokraten, hervor.[43]

### Montag, 17. November 2014
- Canberra/Australien: Der australische Premierminister Tony Abbott und der chinesische Staatspräsident Xi Jinping schließen ein weitreichendes Freihandelsabkommen zwischen ihren Ländern ab. Dieses sieht Handelserleichterungen insbesondere im Agrar- und Dienstleistungssektor vor, auch chinesische Importzölle für Kokskohle fallen weg. Auf australischer Seite gibt es in der Bevölkerung Vorbehalte gegen Erleichterungen chinesischer Investitionen.[44]
- Ouagadougou/Burkina Faso: Ein Gremium aus Vertretern des Militärs sowie religiöser und politischer Gruppierungen bestimmt den Diplomaten und ehemaligen burkinischen Außenminister Michel Kafando als neuen Übergangspräsidenten. Damit gibt das Militär auch auf internationalen Druck hin die Macht an einen Zivilisten ab. Bereits am Vortag ist eine Übergangsverfassung in Kraft getreten. Kafando soll in den nächsten zwölf Monaten Neuwahlen vorbereiten.[45]
- Shanghai/China: Die Börse Shanghai wird für ausländische Marktteilnehmer geöffnet.[46]

### Dienstag, 18. November 2014
- Jerusalem/Israel: Bei einem Anschlag militanter Palästinenser auf eine Synagoge im Westen Jerusalems sterben fünf Personen und mehrere werden verletzt. Die Attentäter werden von Sicherheitskräften erschossen.[47]
- Madrid/Spanien: Das spanische Parlament spricht sich für die Anerkennung von Palästina als Staat aus.[48]
- Tokio/Japan: Der japanische Premierminister Shinzō Abe kündigt die Auflösung des Unterhauses und damit verbundene vorgezogene Neuwahlen an, die wohl am 14. Dezember stattfinden werden. Mit einem neuen Mandat erhofft er sich die Fortsetzung politischer und wirtschaftlicher Reformen. Mit letzterem soll die Deflation bekämpft werden.[49]

### Mittwoch, 19. November 2014
- Honiara/Salomonen: Bei den Parlamentswahlen auf den Salomonen gehen die meisten Mandate an unabhängige Kandidaten.[50]

### Donnerstag, 20. November 2014
- Maranello/Italien: Der amtierende Formel-1-Weltmeister Sebastian Vettel gibt offiziell seinen Wechsel zu Ferrari bekannt.[51]

### Samstag, 22. November 2014

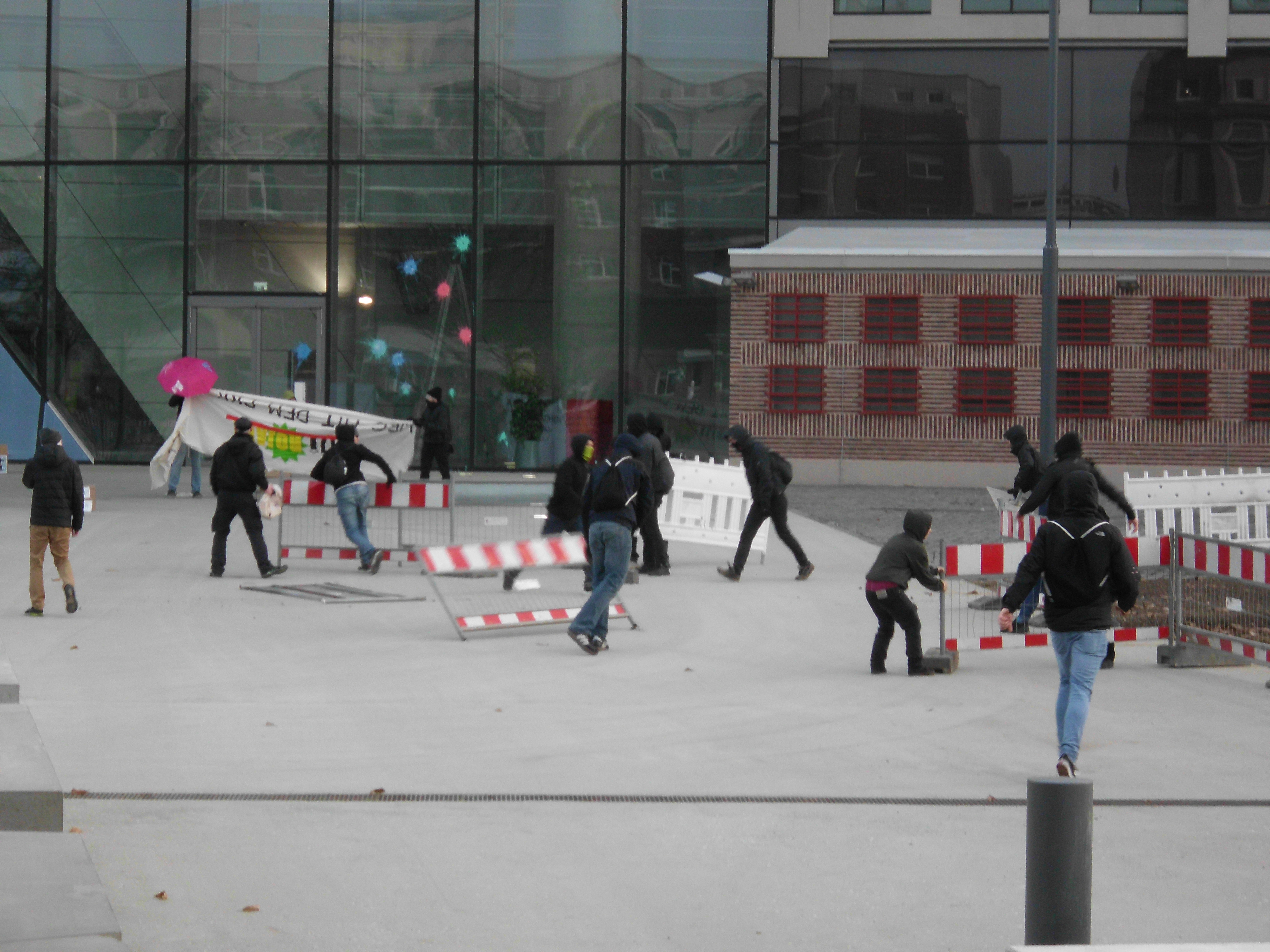
Demonstranten überwinden die Absperrungen und bewerfen den EZB-Neubau mit Farbbeuteln.

- Reutte/Österreich: Mit der Fußgänger-Hängebrücke highline179 wird eine der längsten ihrer Art in Tirol eröffnet.[52]
- Frankfurt am Main/Deutschland:  Bei einer Demonstration des Blockupy-Bündnisses zum Neubau der Europäischen Zentralbank nehmen etwa 2000 Aktivisten teil, von denen etwa 80 auf das Gelände vordringen und das Gebäude mit Farbbeuteln bewerfen. Dabei entsteht ein Sachschaden von etwa 20.000 Euro. Es kommt zum Einsatz von Pfefferspray und zu Verletzten sowohl bei Demonstranten als auch bei Polizisten.[53]

### Sonntag, 23. November 2014
- Abu Dhabi/Vereinigte Arabische Emirate: Der Brite Lewis Hamilton gewinnt den Großen Preis von Abu Dhabi auf der Yas-Insel und wird somit zum zweiten Mal Formel-1-Weltmeister.[54]
- Sotschi/Russland: Bei der Schachweltmeisterschaft 2014 gewinnt der Norweger Magnus Carlsen im elften Spiel gegen Viswanathan Anand aus Indien und kann somit seinen Titel aus dem Vorjahr verteidigen.[55]
- Tunis/Tunesien: Bei der Präsidentschaftswahl erhält der Kandidat der säkularen Partei Ruf Tunesiens und ehemalige Premierminister Beji Caid Essebsi die meisten Stimmen, ohne eine absolute Mehrheit zu erhalten. In einer Stichwahl steht er am 21. Dezember dem Interimspräsidenten Moncef Marzouki von der linksliberalen Kongresspartei gegenüber.[56]

### Montag, 24. November 2014
- Agadir/Marokko: Bei schweren Unwettern durch heftige Stürme und Überschwemmungen kommen im Süden Marokkos in der Provinz Guelmim sowie in den Regionen Agadir, Marrakesch und Ouarzazate mindestens 35 Personen ums Leben. Hunderte Lehmhäuser sowie zahlreiche Straßen werden beschädigt.[57]
- Berlin/Deutschland: Das Kunstmuseum Bern entscheidet, das umstrittene Erbe des verstorbenen Kunstsammlers Cornelius Gurlitt anzunehmen. Allerdings bleiben Werke, die unter dem Verdacht der NS-Raubkunst stehen, zunächst in Deutschland.[58]
- Washington, D.C./Vereinigte Staaten: Mit Verteidigungsminister Chuck Hagel tritt der einzige Republikaner im Kabinett Obama zurück.[59]
- Wien/Österreich: Die Verhandlungen über das Atomprogramm des Iran im Wiener Palais Coburg gehen erfolglos zu Ende. Die Außenminister der UN-Vetomächte, Deutschlands und des Iran einigen sich auf eine Verlängerung der Frist für eine Einigung bis 30. Juni 2015.[60]

### Dienstag, 25. November 2014

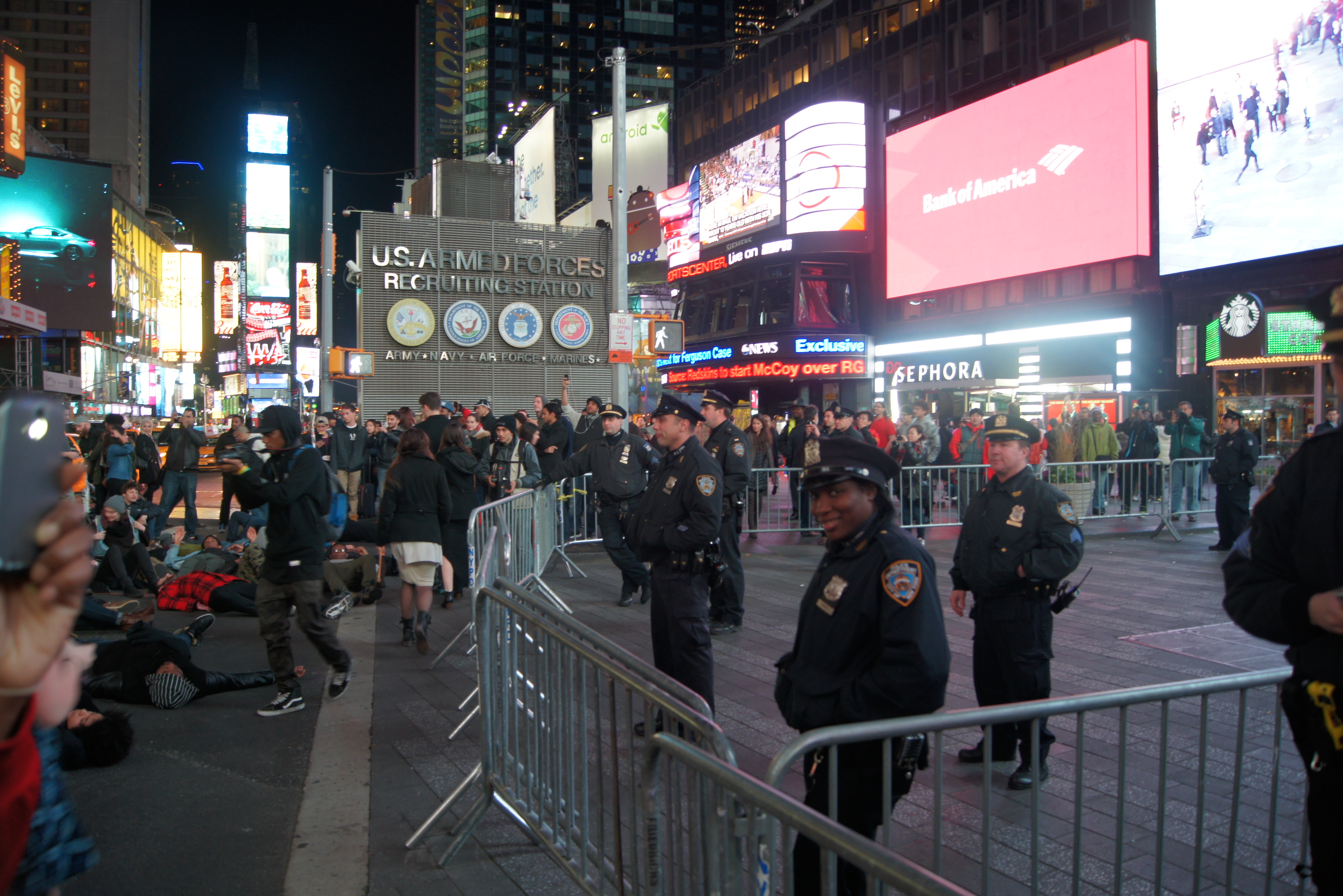
Ein gewaltloses Die-in am Times Square in New York

- Antananarivo/Madagaskar: Ein Ausbruch der Beulenpest kostet mindestens 47 Personen das Leben.[61]
- Ferguson/Vereinigte Staaten: Nach der Entlastung des US-amerikanischen Polizisten Darren Wilson durch ein US-amerikanisches Gericht kommt es zu gewalttätigen Protesten in verschiedenen US-amerikanischen Großstädten,[62] doch die meisten Demonstrationen im Gedenken an den erschossenen Jugendlichen Mike Brown bleiben friedlich.

### Mittwoch, 26. November 2014
- Klagenfurt/Österreich: Der Agrarlandesrat für Kärnten informiert die Bevölkerung, dass in Tierfutter und Milch der Pflanzenschutzwirkstoff Hexachlorbenzol (HCB) nachgewiesen wurde. Die Einnahme von HCB kann u. a. zu Durchfall und Abszessen führen. Für Kleinkinder ist der Konsum lebensgefährlich.[63]

### Donnerstag, 27. November 2014
- Hamburg/Deutschland: Das Ebola-Rettungsflugzeug „Robert Koch“ wird von der Lufthansa an die Bundesregierung übergeben. Es handelt sich um einen umgebauten Airbus A340-300 mit einer Isolierstation an Bord, um hochgradig infizierte Patienten im Flug klinisch zu behandeln.[64]
- Kiew/Ukraine: Mit großer Mehrheit bestätigen die Abgeordneten des ukrainischen Parlamentes Arsenij Jazenjuk als Ministerpräsident.[65]

### Freitag, 28. November 2014
- Nuuk/Grönland: Bei den Parlamentswahlen bleibt die sozialdemokratische Regierungspartei Siumut stärkste Kraft, muss aber kräftige Verluste hinnehmen. Gewinner ist die neu angetretene zentralistische Partei der Peilmarke.[66]
- Saporischschja/Ukraine: Im ukrainischen Kernkraftwerk Saporischschja geschieht ein Kurzschluss in der Umspannanlage, woraufhin Block 3 heruntergefahren wird und es zu Stromknappheit in der Region kommt.[67][68]

### Samstag, 29. November 2014

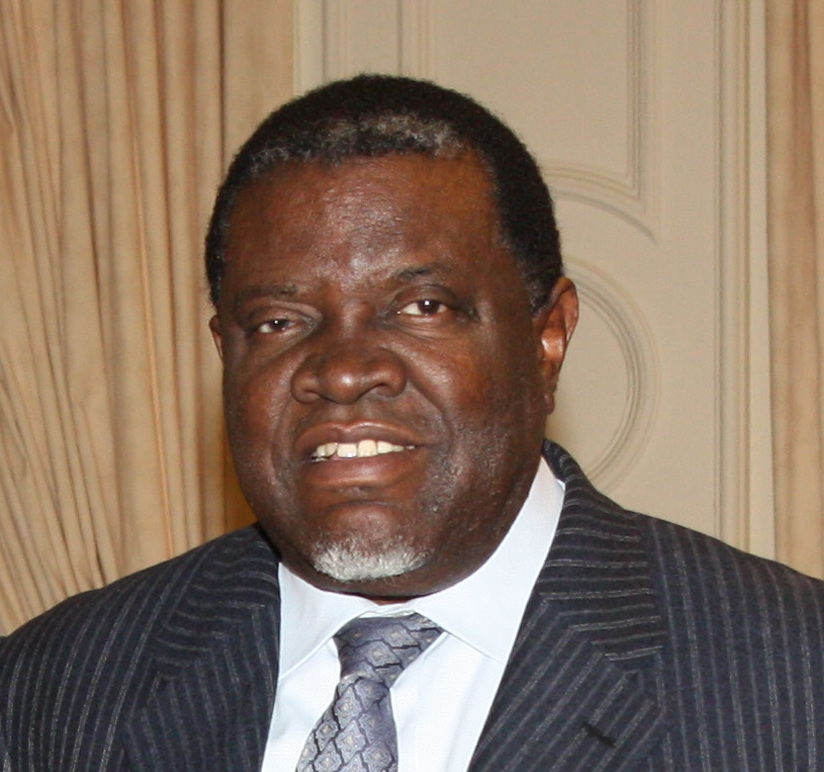
Hage Geingob (2011)

- Taipeh/Taiwan: Nach deutlichen Verlusten der Regierungspartei bei Kommunalwahlen kündigt Premierminister Jiang Yi-huah seinen Rücktritt an. Als Ursache für die Wahlschlappe gilt der China-freundliche Kurs der Regierung.[69]
- Windhoek/Namibia: Bei den Präsidentschafts- und Parlamentswahlen erringt die Swapo eindeutig den Sieg. Neuer Präsident wird mit knapp 87 % deren Kandidat Hage Geingob. Im Parlament stehen der Swapo 77 Mandate zu, die Opposition erhält insgesamt 19 Sitze. Beobachter stufen die Wahlen als gerecht und frei ein.[70]

### Sonntag, 30. November 2014
- Bern/Schweiz: Die Schweizer Stimmbevölkerung lehnt die Ecopop-Initiative, die dem Schutz vor „Überbevölkerung“ dienen soll, deutlich ab. Ebenso lehnen über 60 % der Abstimmenden die Initiative zur Pauschalbesteuerung und die Gold-Initiative ab.[71]
- Chișinău/Moldau: Bei den Parlamentswahlen siegt das EU-freundliche Lager knapp. Die drei westlich orientierten Parteien können gut 44 % der Stimmen auf sich vereinigen. Die prorussische Opposition erhält rund 40 % der Stimmen.[72]
- Frankfurt am Main/Deutschland: Der Würzburger Arzt Josef Schuster wird zum neuen Präsidenten des Zentralrats der Juden in Deutschland gewählt.[73]
- Istanbul/Türkei: Bei einer göttlichen Liturgie in der Georgskathedrale in Istanbul streben Papst Franziskus und das Ehrenoberhaupt der griechisch-orthodoxen Kirche, Bartholomäus I., die Überwindung der Kirchenspaltung an.[74]
- Montevideo/Uruguay: Tabaré Vázquez von der Sozialistischen Partei gewinnt die Stichwahl um das Präsidentenamt in Uruguay gegen den Herausforderer von der konservativen Nationalen Partei, Luis Alberto Lacalle Pou.[75]